# Savinho
Sávio Moreira de Oliviera (född 10 april 2004), känd som Savinho eller Savio, är en brasiliansk fotbollsspelare som spelar för Manchester City och Brasiliens landslag.